# Veniamin Rešetnikov
Veniamin Sergeevič Rešetnikov, accreditato anche come Veniamin Reshetnikov nelle competizioni internazionali (in russo Вениамин Сергеевич Решетников?; Novosibirsk, 28 luglio 1986), è uno schermidore russo, specializzato nella sciabola.

## Biografia
Ha conquistato una medaglia di bronzo ai Campionati mondiali di scherma nella gara di sciabola individuale nel 2010.
Ha inoltre conquistato una medaglia d'oro ai Campionati europei di scherma nella gara di sciabola a squadre nel 2007 e nella sciabola individuale nel 2009.

## Palmarès
- Mondiali

Parigi 2010: oro nella sciabola a squadre e bronzo nella sciabola individuale.
Catania 2011: oro nella sciabola a squadre.
Budapest 2013: oro nella sciabola individuale e nella sciabola a squadre.
Mosca 2015: argento nella sciabola a squadre.
- Europei

Gand 2007: oro nella sciabola a squadre.
Plovdiv 2009: oro nella sciabola individuale.
Sheffield 2011: bronzo nella sciabola a squadre.
Legnano 2012: oro nella sciabola a squadre.
Düsseldorf 2019: oro nella sciabola individuale.